# Stadtwiki Karlsruhe
Das Stadtwiki Karlsruhe ist ein Informationsportal für die Stadt Karlsruhe und ihre Umgebung (Verband Region Karlsruhe) als ein großes Regiowiki.

## Inhalt
Das Stadtwiki Karlsruhe enthält Informationen zu allen Themen, die einen Bezug zu Karlsruhe haben, es informiert detailliert und vernetzt zu Geographie, Natur, Geschichte, Politik, Religion, Bildung, Kultur, Soziales, Sport, Wirtschaft und Verkehr. Es informiert auch zu den Themen Tourismus und Freizeit mit Ausflugszielen, Gastronomieführer, Vereinen und Veranstaltungsorten, und fungiert ausdrücklich auch als Veranstaltungskalender. Das einzige Relevanzkriterium ist der Bezug zu Karlsruhe.

## Geschichte
Der Karlsruher Hauke Löffler startete am 22. Juli 2004 die erste Version des Wikis. Als Server diente anfangs ein Linux-PC mit PmWiki neben seinem Bett. Danach lief das Wiki mit der MediaWiki-Software auf einem Server des regionalen Internet-Providers INKA e. V., Karlsruhe. Am Anfang wurde das Stadtwiki Karlsruhe privat finanziert. Im Oktober 2005 wurde von mehreren aktiven Mitarbeitern ein Trägerverein mit dem Namen Stadtwiki – Gesellschaft zur Förderung regionalen Freien Wissens e. V. mit Sitz in Karlsruhe gegründet. Das gesamte Stadtwiki ist seit Beginn frei von jeder Art von Werbung und finanziert sich ausschließlich von Spenden und Mitgliedsbeiträgen an den jeweiligen Trägerverein. 
Nach Artikeln in der Regionalpresse und später durch die dpa stieg das öffentliche Interesse auch bundesweit. Am 7. April 2006 wurde der 5000. Artikel angelegt. Am 24. Juli 2006 war das Stadtwiki Karlsruhe erstmals das größte Stadtwiki der Welt. Nach einem Beitrag im ZDF und einem Vandalismusangriff im Oktober 2006 lief das Stadtwiki auf einem Server bei Strato, die Rechenzentren in Karlsruhe und Berlin unterhalten, Betriebssystem blieb Debian GNU/Linux.
Als die Stadtwiki-Gesellschaft überregionale Projekte ins Auge fasste, wurde 2008 der Bildungsverein Region Karlsruhe e. V. gegründet, der seit 28. Februar 2008 auch Träger- und Förderverein für das Stadtwiki Karlsruhe war. Vorsitzender wurde der Karlsruher Stadtwiki-Gründer Hauke Löffler. Im August 2008 zog das Stadtwiki auf einen größeren Server mit FreeBSD und Virtualisierung mittels Jails.
Im Oktober 2008 wurde das Stadtwiki um eine englische und eine französische Ausgabe erweitert, im September 2009 um eine russische. Im Lauf der Zeit haben sich rund 8.000 Nutzer bei dem Wiki registriert, der aktive Kern der Nutzer betrug aber selten mehr als 200 Autoren.
Als nach 2009 die Stadtwiki-Euphorie allmählich zurückging und andere Angebote des Web 2.0 attraktive lokale Plattformen boten, endete auch der strategische Ausbau des Stadtwikis Karlsruhe. Der Trägerverein trat nur noch selten mit neuen Ideen in Erscheinung und beschränkte sich auf den Betrieb des Stadtwikis und die Förderung der Digitalisierung des Archivs des Karlsruher Fotografen Hans Schlitz, das der Verein 2008 übernommen hatte. Das anfangs rasche Anwachsen der Artikelzahl des Wikis ließ ab etwa 2011 merklich nach und flachte nach 2016 deutlich ab.
2015 begann sich auch der allmähliche Niedergang des Trägervereins mit einer deutlichen Verkleinerung des Gesamtvorstandes abzuzeichnen. 2018 konnten die wichtigsten Vorstandsämter nicht mehr besetzt werden. Vorstand Hauke Löffler unterstrich 2019, sich aus dem Projekt zurückziehen zu wollen. 2020 verlor der Verein schließlich seine Gemeinnützigkeit, die er aber im August 2021 wieder zurück erhielt.
Gleichzeitig mit dem Trägerverein sank die Zahl aktiver Wiki-Autoren. Im April 2016 gab es von ihnen etwa 90, im Januar 2021 etwa 60. Ab 2018 wurde ein neuer Vorstand im Trägerverein gesucht und die Auflösung des Vereins stand im Raum. Die fremdsprachigen Versionen des Stadtwikis wurden sukzessive eingestellt. Zuletzt wurde am 18. Januar 2021 die englischsprachige Version des Wikis abgeschaltet.
Mit der Mitgliederversammlung im März 2021 wurde ein neuer Vorstand gewählt. Seitdem entwickelt sich das Stadtwiki Karlsruhe wieder positiv. Inzwischen enthält das Stadtwiki mehr als 26.000 Artikel und mehr als 34.500 Bilder.

## Technik
Das Stadtwiki Karlsruhe verwendet seit September 2004 die Software MediaWiki. Es beteiligte sich an der Entwicklung der am Karlsruher Institut für Technologie entstehenden MediaWiki-Erweiterung Semantic MediaWiki, um ein semantisches Stadtwiki aufbauen zu können.

## Lizenz
Für alle Texte gilt die Creative-Commons-Lizenz: „Namensnennung-Nichtkommerziell-Weitergabe unter gleichen Bedingungen“ (CC-BY-NC-SA). Dass das Karlsruher Stadtwiki eine Creative-Commons-Lizenz gewählt hat, liegt auch daran, dass das Institut für Informationsrecht am Karlsruher Institut für Technologie unter Leitung von Thomas Dreier an den deutschen CC-Übersetzungen mitgewirkt hat. Bilder können unter einer beliebigen Lizenz hochgeladen werden, was Gewerbetreibenden mehr Möglichkeiten bietet und auch das Einbinden von Pressefotos erlaubt.

## Statistik
Meilensteine der Entwicklung waren:
| Datum              | Artikelanzahl |
| ------------------ | ------------- |
| 22. Juli 2004      | 0             |
| 30. April 2005     | 1.000         |
| 3. September 2005  | 2.000         |
| 28. Oktober 2005   | 3.000         |
| 1. Januar 2006     | 4.000         |
| 7. April 2006      | 5.000         |
| 17. Juni 2006      | 6.000         |
| 26. Juli 2006      | 7.000         |
| 14. September 2006 | 8.000         |
| 8. November 2006   | 9.000         |
| 6. Januar 2007     | 10.000        |
| 28. Februar 2007   | 11.000        |
| 25. April 2007     | 12.000        |
| 24. Oktober 2007   | 13.000        |
| 9. Dezember 2007   | 14.000        |
| 26. April 2008     | 15.000        |
| 1. August 2008     | 16.000        |
| 15. November 2008  | 17.000        |
| 25. März 2009      | 18.000        |
| 3. Juli 2009       | 19.000        |
| 10. Dezember 2009  | 20.000        |
| 16. Juni 2010      | 21.000        |
| 15. Januar 2011    | 22.000        |
| 18. Januar 2012    | 23.000        |
| 6. November 2013   | 24.000        |
| 15. November 2016  | 25.000        |
| 30. Juli 2023      | 26.000        |

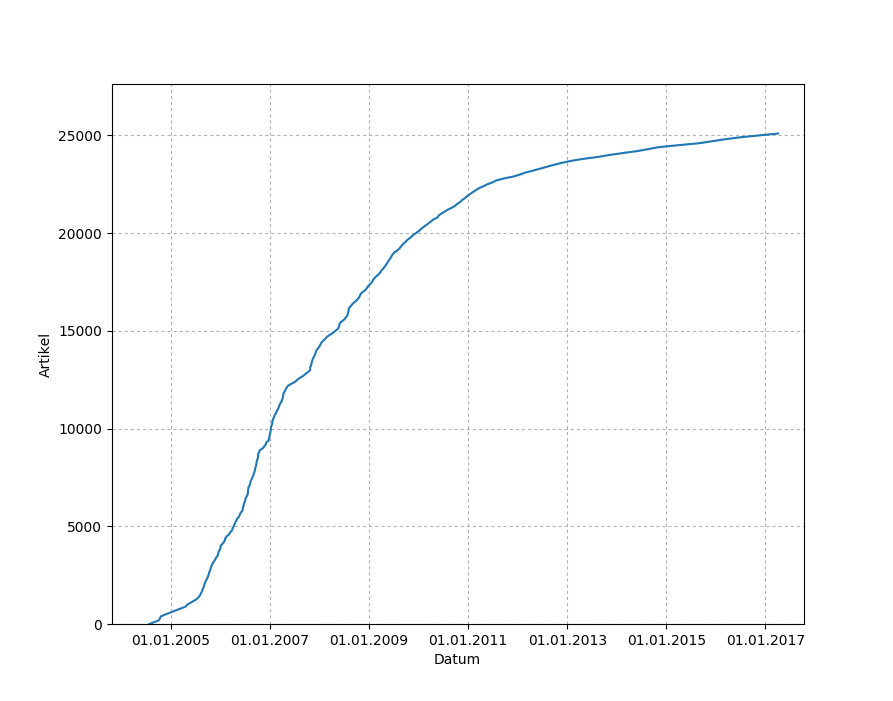
Anzahl der Artikel von Juli 2004 bis April 2017

Nach der Serverumstellung vom 22. September 2004 wurden bis 17. Juni 2008 mehr als 20 Millionen Seitenaufrufe registriert. Davon entfielen am 12. Juli 2007 400.000 Aufrufe auf die Hauptseite.

## Einzelbelege
1. ↑  Ranking der größten Stadt- und Regionalwikis im deutschsprachigen Raum
2. ↑  https://ka.stadtwiki.net/Bildungsverein_Region_Karlsruhe
3. ↑  https://ka.stadtwiki.net/Main_Page
4. ↑  Diese Grenze wurde während einer Datenbankreinigung überschritten, bei der 154 neue Artikel gefunden wurden. (Quelle Meilensteine)
5. ↑  Meilensteine
6. ↑  online unter http://webuser.fh-furtwangen.de/~fetzner/isic/bild_raum_interaktion.pdf S. 203